# Selymes lombormányos
A selymes lombormányos (Polydrusus formosus) a rovarok (Insecta) osztályának a bogarak (Coleoptera) rendjébe, ezen belül a mindenevő bogarak (Polyphaga) alrendjébe és az ormányosbogár-félék (Curculionidae) családjába tartozó faj.

## Előfordulása
A faj Európa és a palearktikus ökozóna legnagyobb részén fellelhető.

## Megjelenése
Fekete testét smaragd zöld pikkelyek borítják, emiatt fénylő zöldnek néz ki a bogár. A kifejlett rovar 5-6 milliméter hosszú.

## Életmódja
A selymes lombormányos polifág faj, a vadonban az erdei növények, főleg az európai mogyoró és a tölgyfajok fiatal leveleivel és bimbóival táplálkozik. Az ember közelében rájár az alma, körte és cseresznye gyümölcseire is, ezenkívül a lárvája megrágja a gyümölcsfák gyökereit is. Emiatt a mezőgazdaságban kártevőnek számít.

## Szaporodása
Az imágó a gazdanövény kérge alá vagy levelére rakja le a petéit. Kikelés után a lárva a talajba bújik, ahol a növények gyökérzetével táplálkozik. A lárva 7 milliméteresre is megnőhet. A telet a földben tölti, tavasszal pedig bebábozódik. Az imágó áprilistól augusztusig vehető észre.

## Képek

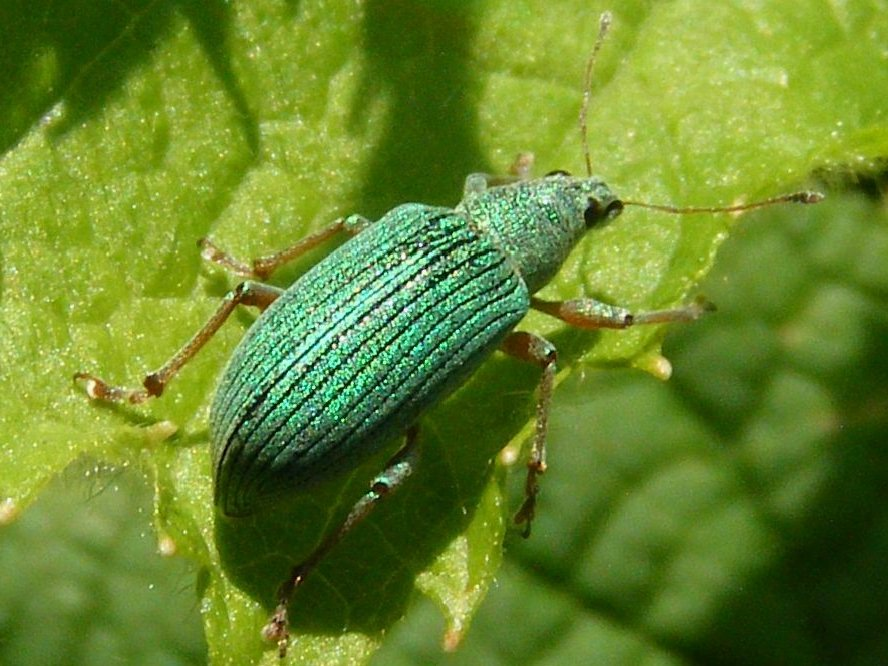
Az imágó
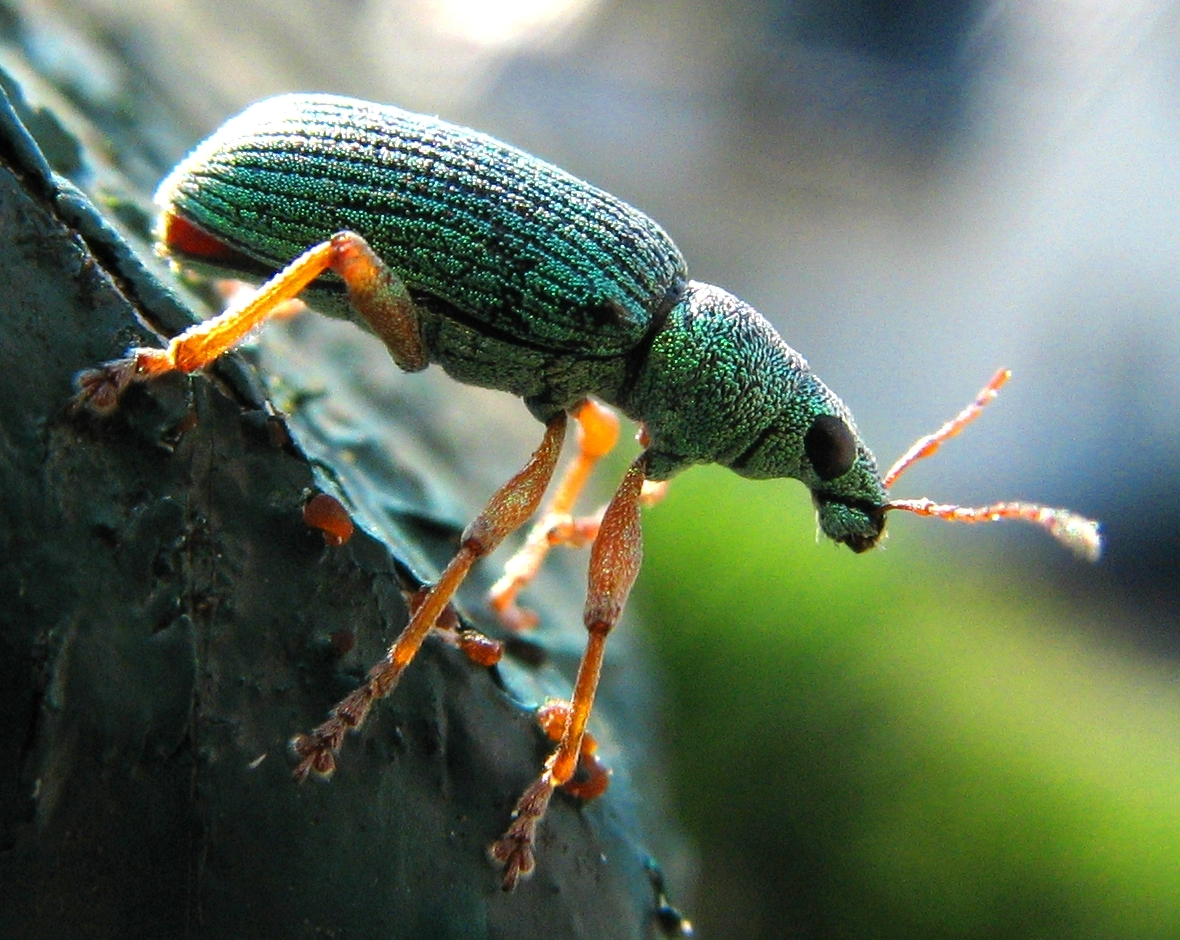
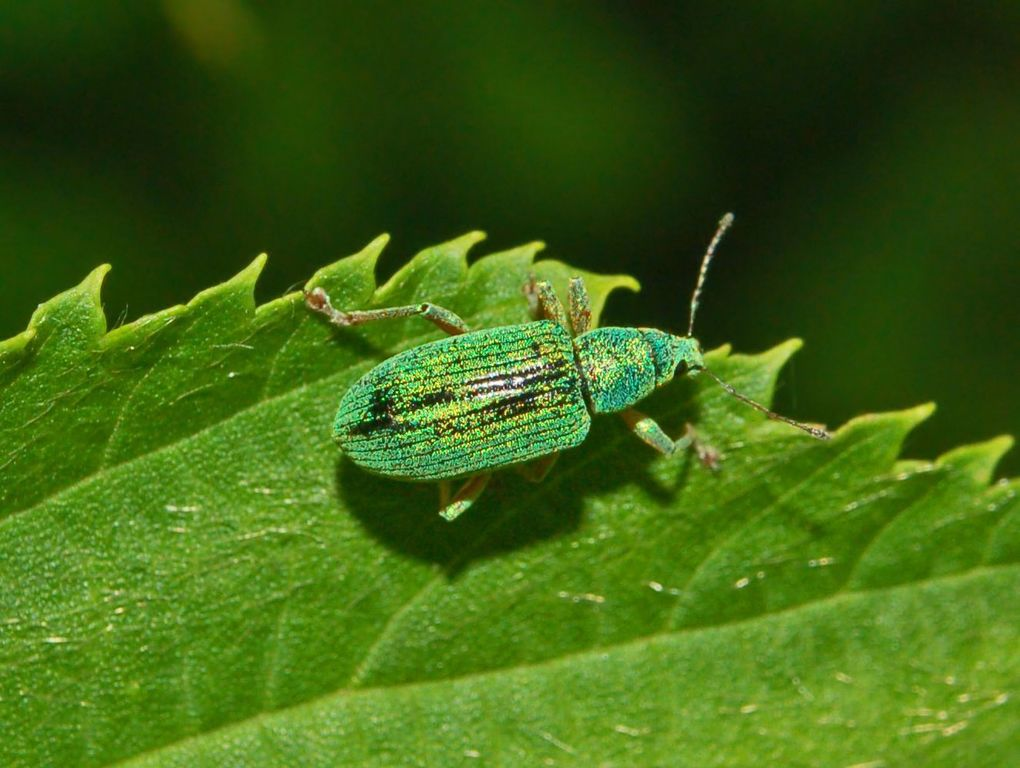
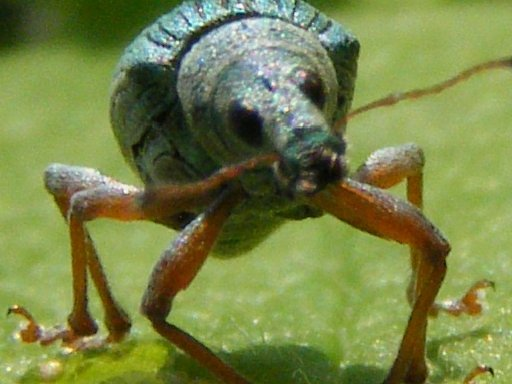
szemből
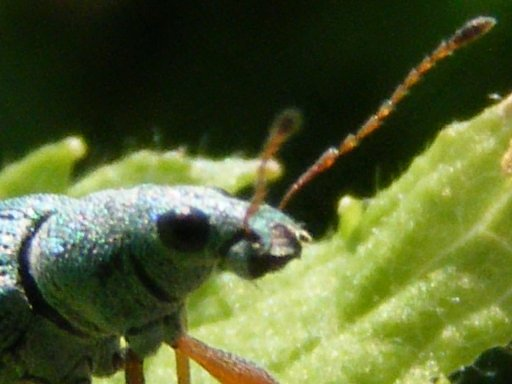
A csápjai
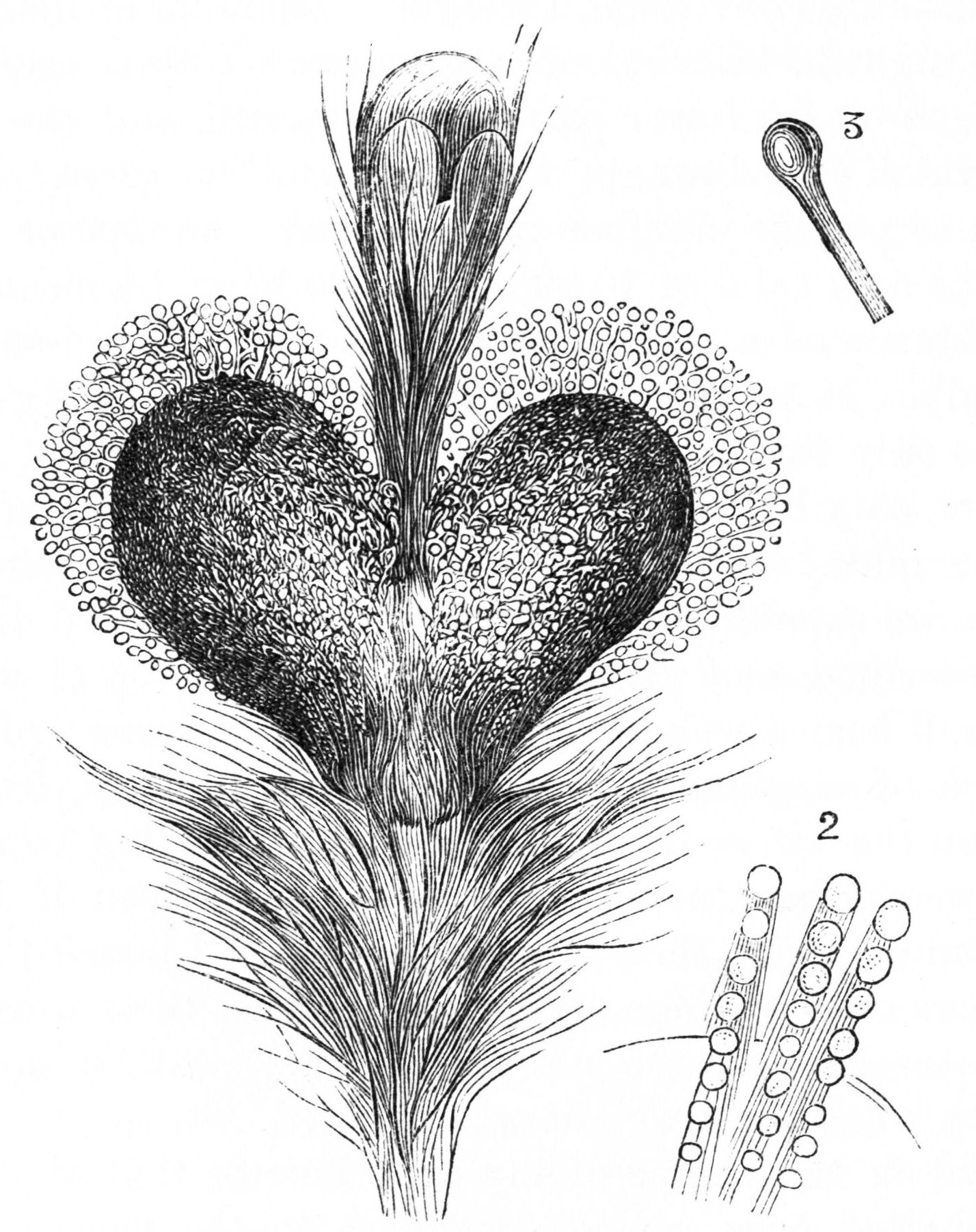
Rajz a talpáról
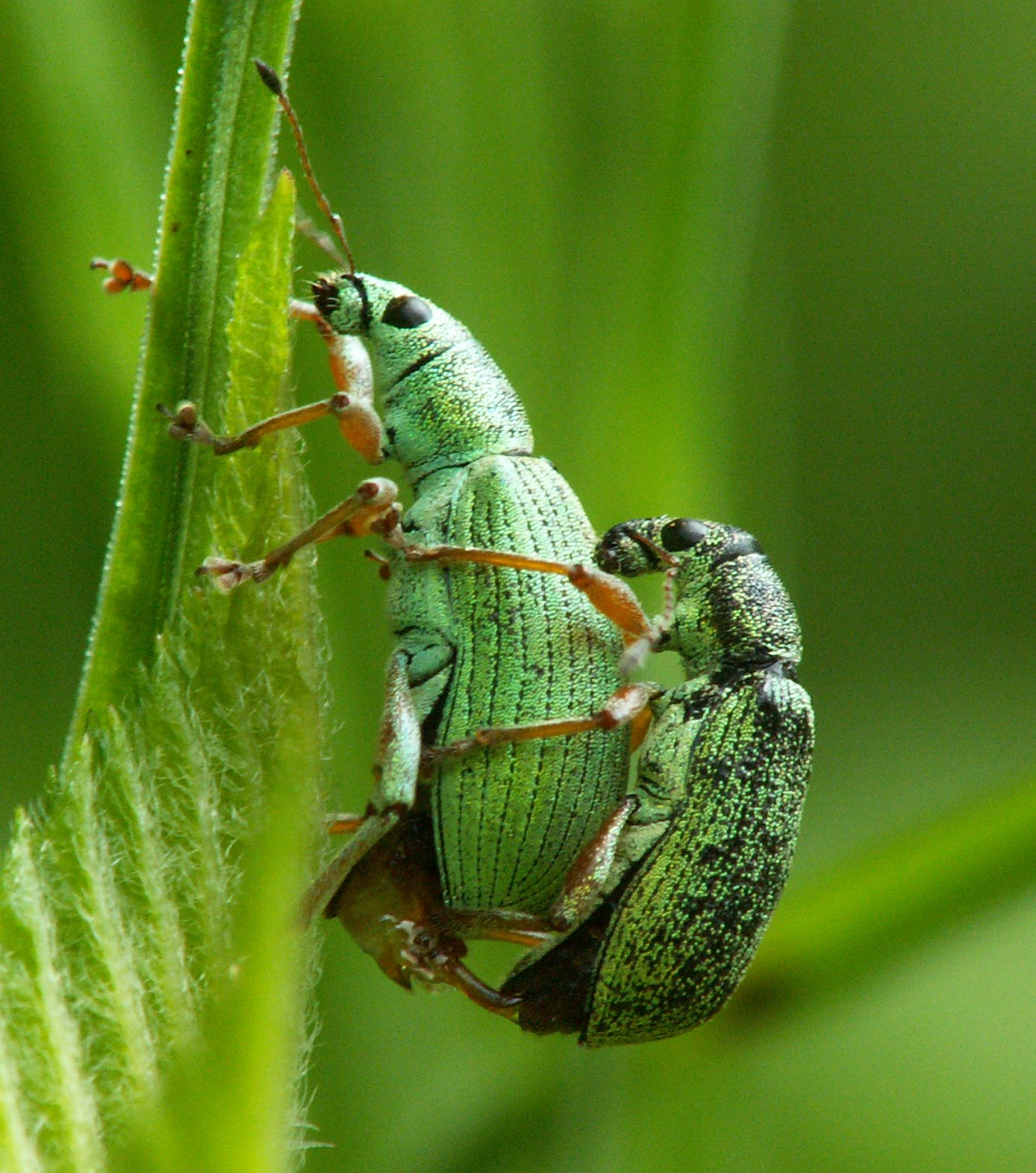
Párzó példányok
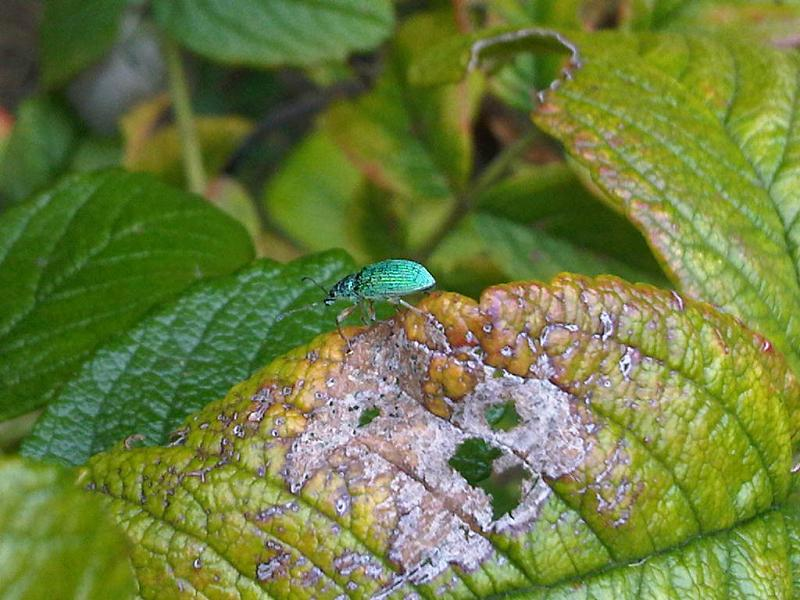
Selymes lombormányos a japán rózsa levelén

### Fordítás
- Ez a szócikk részben vagy egészben  a   Polydrusus formosus című angol Wikipédia-szócikk ezen változatának fordításán alapul.  Az eredeti cikk szerkesztőit annak laptörténete sorolja fel. Ez a jelzés csupán a megfogalmazás eredetét és a szerzői jogokat jelzi, nem szolgál a cikkben szereplő információk forrásmegjelöléseként.